# Fortune Faded
Fortune Faded é uma canção da banda Red Hot Chili Peppers. Foi lançado em 2003 como um single, a partir do álbum Greatest Hits. A canção, junto com "Save the Population"  foi gravada na The Mansion e produzida por Rick Rubin. Um vídeo da música também foi produzido. Em 2004 foi certificado de ouro na Australian Recording Industry Association.
"Fortune Faded" foi originalmente gravada para o álbum By the Way e foi tocada ao vivo algumas vezes em 2001, com um refrão que é diferente da versão do Greatest Hits. Mas a banda não gostou da versão e foi regravada para a coletânea.

## Lista de músicas
CD single (2003)
1. "Fortune Faded" (Álbum) – 3:23
2. "Eskimo"  – 5:31
3. "Bunker Hill" – 3:29

CD version 2 (2003)
1. "Fortune Faded" (Álbum)" – 3:23
2. "Californication" (Remix por Ekkehard Ehelers) – 5:57
3. "Tuesday Night in Berlin" (ao vivo) – 14:22

## Posições
- #8 (US Modern Rock)
- #16  (Australia)
- #20  (Irish Singles Chart)
- #22  (US Mainstream Rock)
- #1  (UK Rock Chart)
- #28  (UK Singles Chart)